# Municipio de Lees (Kansas)
El municipio de Lees (en inglés: Lees Township) es un municipio ubicado en el condado de Logan en el estado estadounidense de Kansas. En el año 2010 tenía una población de 5 habitantes y una densidad poblacional de 0,03 personas por km².

## Geografía
El municipio de Lees se encuentra ubicado en las coordenadas 38°44′34″N 100°55′45″O / 38.74278, -100.92917. Según la Oficina del Censo de los Estados Unidos, el municipio tiene una superficie total de 185.1 km², de la cual 185,1 km² corresponden a tierra firme y (0 %) 0 km² es agua.

## Demografía
Según el censo de 2010, había 5 personas residiendo en el municipio de Lees. La densidad de población era de 0,03 hab./km². De los 5 habitantes, el municipio de Lees estaba compuesto por el 80 % blancos, el 20 % eran afroamericanos. Del total de la población el 0 % eran hispanos o latinos de cualquier raza.